# Protemnocyon inflatus
A Protemnocyon inflatus az emlősök (Mammalia) osztályának ragadozók (Carnivora) rendjébe, ezen belül a fosszilis medvekutyafélék (Amphicyonidae) családjába és az Amphicyoninae alcsaládjába tartozó faj.
Az eddigi felfedezések szerint, nemének az egyetlen faja.
Egyes források a kutyafélék (Canidae) közé sorolják be ezt az emlősállatot.

## Tudnivalók
A Protemnocyon inflatus a kora oligocén korszak idején élt, azaz 33,9-33,3 millió évvel ezelőtt. Maradványait az Amerikai Egyesült Államokhoz tartozó nebraskai Cedar Creek-nél (Hat Creek Basin) találták meg. A típuspéldány raktárszáma, CM 552.